# Avenue Bagdad
L'avenue Bagdad (Bağdat Caddesi, en turc) est une célèbre avenue d'Istanbul en Turquie, située sur la rive asiatique du Bosphore dans le district de Kadıköy. Elle est le pendant asiatique de l'avenue Istiklal sur la rive européenne d'Istanbul, située dans le quartier de Galata. L'avenue Bagdad mesure six kilomètres et relie les quartiers de Bostancı et Kızıltoprak. Elle est parallèle à la rive de la mer de Marmara.
C'est la voie routière principale et à sens unique d'une zone résidentielle huppée. Bordée d'arbres, l'avenue abrite des centres commerciaux, des boutiques de vêtements, d'élégantes boutiques où l'on trouve les plus célèbres marques de la planète, des restaurants traditionnels ou offrant une large palette de cuisine du monde, des pubs et cafés, des concessionnaires automobiles de luxe et des agences de banque. L'avenue peut être considérée comme un grand centre commercial en plein air. La plupart des commerces sont ouverts tous les jours de la semaine, à l'exception du dimanche après-midi.
Pendant l'été, les trottoirs latéraux sont très fréquentés par une foule qui se masse devant les vitrines et une jeunesse qui flâne. Le trafic automobile extrêmement dense est courant sur les trois voies de l'avenue Bagdad.
L'avenue traverse les quartiers de Bostancı, Çatalçeşme, Suadiye, Şaşkınbakkal, Erenköy, Caddebostan, Göztepe, Çiftehavuzlar, Selamiçeşme, Feneryolu et Kızıltoprak. La partie la plus courue se trouve entre Suadiye et Caddebostan où se trouve la plupart des centres commerciaux et de boutiques de vêtements.
Outre l'avenue, ces quartiers sont étalement desservis par les bus et les taxis, un « bus marin » (ferry catamaran) à Kadiköy et Bostancı et une ligne de chemin de fer régionale. Des services de ferrys relient les environs de l'avenue à la rive européenne d'Istanbul ainsi qu'au district des Iles aux Princes.

## Histoire
L'origine de l'avenue Bagdad est une route commerciale et servant aux mouvements des troupes militaires et reliant Constantinople avec l'Anatolie pendant les périodes byzantine et ottomane. L'avenue est ainsi nommée quand la ville est conquise par le sultan Murad IV en 1638. À l'origine, la route prenait son départ à Üsküdar et traversait la plaine de Haydarpaşa avant d'atteindre Kızıltoprak. Les Ottomans installent des fontaines munies de sièges de prière le long de la route pour les voyageurs en transit. Certains quartiers bordant l'avenue portent encore des noms liés à ces fontaines, çesme, en turc : Söğütlüçeşme (fontaine élancée), Selamiçeşme et Çatalçeşme (fontaine de la bifurcation).
Sous le règne du sultan Abdulhamid II (1876-1909), certains pachas, hauts officiers et commerçants fortunés désireux de s'installer le plus près possible du palais, acquièrent des lots de terre le long de l'avenue et érigent de luxueuses maisons en bois, dont certaines existent encore aujourd'hui.
L'avenue est pavée avant la Première Guerre mondiale puis goudronnée dans les premières années de la République. Un tramway y est construit et relie les quartiers de Kadıköy et Bostancı.
Jusque dans les années 1960, les environs de l'avenue Bagdad abritent les résidences d'été des riches familles et des hautes classes de la société qui vivent alors sur la rive européenne où ils ont leurs activités. En 1973, à l'ouverture du pont du Bosphore, les maisons sont peu à peu détruites et laissent la place à des ensembles résidentiels de haute taille, aujourd'hui considérés comme faisant partie des quartiers les plus agréables d'Istanbul.